# Rossofuoco (album)
Rossofuoco è il secondo album in studio del cantautore italiano Giorgio Canali, pubblicato nel 2002 dalla Gamma Pop Records.

## Descrizione
Il disco si compone di undici brani e figura in formazione diversi collaboratori dell'artista, con i quali ha in seguito dato vita ai Giorgio Canali & Rossofuoco.
Le sonorità risultano più ispirate e mature rispetto al precedente Che fine ha fatto Lazlotòz del 1998, privilegiando lievemente lo spazio dedicato alle canzoni meno dure. Tale concetto, tuttavia, non va frainteso: la splendida Questa è la fine, ad esempio, dietro ad un sound relativamente tranquillo, cela un affresco da "fine del mondo" (tematica presente più volte nella discografia) struggente e lucido: "Sugli schermi solo noia, pioggia di missili su Gaza e qualche faccia da troia". Non mancano pezzi più distorti e chiaramente rock: Rossocome è fra le canzoni che coinvolgono di più il pubblico nei live. La rabbia è ancora il sentimento dominante, acuita dalle incolmabili differenze di classe: un lavavetri "naufragato in quest'isola spartitraffico" urla contro il mondo e le "berline in leasing" meditando vendette forse solo immaginate, forse assolutamente prossime.

## Tracce
Testi e musiche di Giorgio Canali, eccetto dove indicato.
1. Questa è la fine
2. Corretto e poche storie
3. Pesci nell'acqua
4. La démarche des crabes
5. Se viene il lupo
6. Maman va rentrer (Giorgio Canali, Serge Teyssot-Gay, Vic Moan)
7. Testa di fuoco
8. Fuoco corri con me
9. Rossocome
10. Adagio Baroque
11. Pompieri 2

## Formazione
- Giorgio Canali – voce, chitarra
- Marco Greco – chitarra
- Claude Saut – basso
- Luca Martelli – batteria
- Manuele Fusaroli – voce (traccia 3)
- Francesco Magnelli – pianoforte (traccia 6)